# Tambofloden
Tambofloden (spanska: río Tambo) är en kort flod i Peru, som utgör Ucayaliflodens övre loppet. Tambofloden rinner längs östra sluttningen av de peruanska Anderna, i den centrala delen av landet, och utgör en del av Amazonfloden.

## Geografi
Tamboflodens lopp börjar i sammanflödet av Perenéfloden och Enefloden i staden Puerto Prado på en altitud av 295 m ö.h. (11°10′07″S 74°14′16″V / 11.16861°S 74.23778°V)
De viktigaste tillflödena är floderna:
- Cheni 11°16′32″S 73°42′22″V / 11.27556°S 73.70611°V
- Enite 11°15′29″S 73°40′23″V / 11.25806°S 73.67306°V
- Chapitiri 11°05′52″S 73°43′12″V / 11.09778°S 73.72000°V
- Quempitiari 11°00′59″S 73°44′29″V / 11.01639°S 73.74139°V
- Chembo 10°51′17″S 73°43′03″V / 10.85472°S 73.71750°V

Efter 159 km sammanstrålar den med Urubambafloden i staden Atalaya vid 228 m ö.h. i 10°43′46″S 73°45′16″V / 10.72944°S 73.75444°V, för att bilda Ucayalifloden som sedan förenar sig med Marañonfloden för att slutligen bilda Amazonfloden. Atalaya är centralorten i den homonyma provinsen Atalaya.
Flodens flöde är reguljärt, 296 m³/s.